# Chalcuchima
Chalcuchima (†1533) byl strýcem a zároveň vojevůdcem Inky Atahualpy. Spolu s náčelníkem Quizquizem byli hlavními strůjci Atahualpova vítězství nad Huáscarem v bojích o následnictví po Inkovi Huaynu Capacovi.
Podobně jako Atahualpa se i on stal později obětí španělských conquistadorů. Hernando de Soto, jeden z jejich velitelů, jej oklamal falešnou zprávou, ve které mu Inka údajně přikazoval, aby se k němu dostavil a tak jej vylákal do tábora Španělů v Caxamalce. Záminkou k jeho popravě se stala fáma, že po Atahualpově smrti tajně posílá svému spojenci Quizquizovi zprávy, aby shromáždil indiánské vojsko, které by Španěly zničilo. Dalším „hřebíčkem do jeho rakve“ se stala náhlá smrt loutkového Inky Toparky, ze které byl přirozeně rovněž obviněn. Ačkoliv se ani jedno z těchto obvinění nepotvrdilo, byl Chalcuchima zanedlouho upálen v údolí Xaquixaguana.